# Pièces de monnaie en couronne islandaise
Les pièces de monnaie islandaises sont une des représentations physiques, avec les billets de banque, de la monnaie  de la République d’Islande.

## L'unité monétaire islandaise
La couronne islandaise (en islandais króna au singulier, krónur au pluriel) est la devise de l'Islande depuis 1918. Son code ISO 4217 est ISK. Pour la couronne d'avant la réévaluation de 1981, le code ISJ est rétrospectivement utilisé. La  couronne islandaise est divisée en 100 aurar (eyrir au singulier) même si ceux-ci ne sont plus utilisables depuis 2002.

## Les pièces de monnaie islandaises

### Première série du roiChristian X(1912-1944)
Les premières pièces de monnaie islandaise à circuler furent les 10 et 25 aurar, dès 1922.
| Première série (1922-1940) du roi Christian X | Première série (1922-1940) du roi Christian X | Première série (1922-1940) du roi Christian X | Première série (1922-1940) du roi Christian X | Première série (1922-1940) du roi Christian X | Première série (1922-1940) du roi Christian X                                               | Première série (1922-1940) du roi Christian X | Première série (1922-1940) du roi Christian X |
| Valeur                                        | Paramètres techniques                         | Paramètres techniques                         | Paramètres techniques                         | Description                                   | Description                                                                                 | Description                                   | Millésimes                                    |
| Valeur                                        | Diamètre                                      | Poids                                         | Composition                                   | Tranche                                       | Avers                                                                                       | Revers                                        | Millésimes                                    |
| --------------------------------------------- | --------------------------------------------- | --------------------------------------------- | --------------------------------------------- | --------------------------------------------- | ------------------------------------------------------------------------------------------- | --------------------------------------------- | --------------------------------------------- |
| 1 eyrir                                       | 15,0 mm                                       | 1,60 g                                        | 95 % Cu, 4 % Sn, 1 % Zn                       | lisse                                         | le monogramme royal couronné, la mention ISLANDS KONUNGUR et le millésime                   | la valeur faciale 1 EYRIR, la mention ISLAND  | 1926-1939                                     |
| 2 aurar                                       | 19,0 mm                                       | 3,00 g                                        | 95 % Cu, 4 % Sn, 1 % Zn                       | lisse                                         | le monogramme royal couronné, la mention ISLANDS KONUNGUR et le millésime                   | la valeur faciale 2 AURAR, la mention ISLAND  | 1926-1940                                     |
| 5 aurar                                       | 24,00 mm                                      | 6,00 g                                        | 95 % Cu, 4 % Sn, 1 % Zn                       | lisse                                         | le monogramme royal couronné, la mention ISLANDS KONUNGUR et le millésime                   | la valeur faciale 5 AURAR, la mention ISLAND  | 1926-1931                                     |
| 10 aurar                                      | 15,0 mm                                       | 1,50 g                                        | 75 % Cu, 25 % Ni                              | cannelée                                      | Les armoiries du royaume d'Islande entre le monogramme royal et la lettre R et le millésime | la valeur faciale 10 AURAR, la mention ISLAND | 1922-1939                                     |
| 25 aurar                                      | 17,00 mm                                      | 2,40 g                                        | 75 % Cu, 25 % Ni                              | cannelée                                      | Les armoiries du royaume d'Islande entre le monogramme royal et la lettre R et le millésime | la valeur faciale 25 AURAR, la mention ISLAND | 1922-1937                                     |
| 1 couronne                                    | 22,5 mm                                       | 4,75 g                                        | 92 % Cu, 6 % Al, 2 % Ni                       | cannelée                                      | Les armoiries du royaume d'Islande entre le monogramme royal et la lettre R et le millésime | la valeur faciale 1 KRONA, la mention ISLAND  | 1925-1940                                     |
| 2 couronnes                                   | 28 mm                                         | 9,50 g                                        | 92 % Cu, 6 % Al, 2 % Ni                       | cannelée                                      | Les armoiries du royaume d'Islande entre le monogramme royal et la lettre R et le millésime | la valeur faciale 2 KRONUR, la mention ISLAND | 1925-1929                                     |

### Seconde série du roiChristian X(1912-1944)
Pendant l'occupation du Danemark, les pièces en aurar islandaises furent frappées en Grande-Bretagne, par la Royal Mint de Londres tandis que les couronnes étaient frappées par Imperial Chemical Industries Metals Ltd de Birmingham. Les pièces sont identiques à la première série. Seuls les alliages varient.
| Seconde série (1940-1942) du roi Christian X | Seconde série (1940-1942) du roi Christian X | Seconde série (1940-1942) du roi Christian X | Seconde série (1940-1942) du roi Christian X | Seconde série (1940-1942) du roi Christian X | Seconde série (1940-1942) du roi Christian X | Seconde série (1940-1942) du roi Christian X                                                  | Seconde série (1940-1942) du roi Christian X  | Seconde série (1940-1942) du roi Christian X |
| Image                                        | Valeur                                       | Paramètres techniques                        | Paramètres techniques                        | Paramètres techniques                        | Description                                  | Description                                                                                   | Description                                   | Millésimes                                   |
| Image                                        | Valeur                                       | Diamètre                                     | Poids                                        | Composition                                  | Tranche                                      | Avers                                                                                         | Revers                                        | Millésimes                                   |
| -------------------------------------------- | -------------------------------------------- | -------------------------------------------- | -------------------------------------------- | -------------------------------------------- | -------------------------------------------- | --------------------------------------------------------------------------------------------- | --------------------------------------------- | -------------------------------------------- |
|                                              | 1 eyrir                                      | 15,0 mm                                      | 1,60 g                                       | 95,5 % Cu, 3 % Sn, 1,5 % Zn                  | lisse                                        | le monogramme royal couronné, la mention ISLANDS KONUNGUR et le millésime                     | la valeur faciale 1 EYRIR, la mention ISLAND  | 1940                                         |
|                                              | 1 eyrir                                      | 15,0 mm                                      | 1,60 g                                       | 97 % Cu, 2,5 % Zn, 0,5 % Sn                  | lisse                                        | le monogramme royal couronné, la mention ISLANDS KONUNGUR et le millésime                     | la valeur faciale 1 EYRIR, la mention ISLAND  | 1942                                         |
|                                              | 2 aurar                                      | 19,0 mm                                      | 3,00 g                                       | 95,5 % Cu, 3 % Sn, 1,5 % Zn                  | lisse                                        | le monogramme royal couronné, la mention ISLANDS KONUNGUR et le millésime                     | la valeur faciale 2 AURAR, la mention ISLAND  | 1940                                         |
|                                              | 2 aurar                                      | 19,0 mm                                      | 3,00 g                                       | 97 % Cu, 2,5 % Zn, 0,5 % Sn                  | lisse                                        | le monogramme royal couronné, la mention ISLANDS KONUNGUR et le millésime                     | la valeur faciale 2 AURAR, la mention ISLAND  | 1942                                         |
|                                              | 5 aurar                                      | 24,00 mm                                     | 6,00 g                                       | 95,5 % Cu, 3 % Sn, 1,5 % Zn                  | lisse                                        | le monogramme royal couronné, la mention ISLANDS KONUNGUR et le millésime                     | la valeur faciale 5 AURAR, la mention ISLAND  | 1940                                         |
|                                              | 5 aurar                                      | 24,00 mm                                     | 6,00 g                                       | 97 % Cu, 2,5 % Zn, 0,5 % Sn                  | lisse                                        | le monogramme royal couronné, la mention ISLANDS KONUNGUR et le millésime                     | la valeur faciale 5 AURAR, la mention ISLAND  | 1942                                         |
|                                              | 10 aurar                                     | 15,0 mm                                      | 1,50 g                                       | 75 % Cu, 25 % Ni                             | cannelée                                     | Les armoireries du royaume d'Islande entre le monogramme royal et la lettre R et le millésime | la valeur faciale 10 AURAR, la mention ISLAND | 1940                                         |
|                                              | 10 aurar                                     | 15,0 mm                                      | 1,50 g                                       | 100 % Sn                                     | cannelée                                     | Les armoireries du royaume d'Islande entre le monogramme royal et la lettre R et le millésime | la valeur faciale 10 AURAR, la mention ISLAND | 1942                                         |
|                                              | 25 aurar                                     | 17,00 mm                                     | 2,40 g                                       | 75 % Cu, 25 % Ni                             | cannelée                                     | Les armoireries du royaume d'Islande entre le monogramme royal et la lettre R et le millésime | la valeur faciale 25 AURAR, la mention ISLAND | 1940                                         |
|                                              | 25 aurar                                     | 17,00 mm                                     | 2,40 g                                       | 100 % Sn                                     | cannelée                                     | Les armoireries du royaume d'Islande entre le monogramme royal et la lettre R et le millésime | la valeur faciale 25 AURAR, la mention ISLAND | 1942                                         |
|                                              | 1 couronne                                   | 22,5 mm                                      | 4,75 g                                       | 92 % Cu, 6 % Al, 2 % Ni                      | cannelée                                     | Les armoireries du royaume d'Islande entre le monogramme royal et la lettre R et le millésime | la valeur faciale 1 KRONA, la mention ISLAND  | 1940                                         |
|                                              | 2 couronnes                                  | 28 mm                                        | 9,50 g                                       | 92 % Cu, 6 % Al, 2 % Ni                      | cannelée                                     | Les armoireries du royaume d'Islande entre le monogramme royal et la lettre R et le millésime | la valeur faciale 2 KRONUR, la mention ISLAND | 1940                                         |

### Première série de la République
À la création de la république en 1944, les pièces sont redessinées en supprimant les attributs du royaume de Danemark. 
- Les pièces continuent cependant à être frappées en Grande-Bretagne à la Royal Mint et à l'Imperial Chemical Industries Metals Ltd (uniquement pour les pièces de 1 et 2 couronnes émises en 1946).
- L'alliage de plusieurs pièces est modifié en cours de période.
- La pièce de 2 aurar ne figure pas dans la série de la République

| Première série (1922-1940) du roi Christian X | Première série (1922-1940) du roi Christian X | Première série (1922-1940) du roi Christian X | Première série (1922-1940) du roi Christian X | Première série (1922-1940) du roi Christian X | Première série (1922-1940) du roi Christian X | Première série (1922-1940) du roi Christian X                   | Première série (1922-1940) du roi Christian X | Première série (1922-1940) du roi Christian X |
| Image                                         | Valeur                                        | Paramètres techniques                         | Paramètres techniques                         | Paramètres techniques                         | Description                                   | Description                                                     | Description                                   | Millésimes                                    |
| Image                                         | Valeur                                        | Diamètre                                      | Poids                                         | Composition                                   | Tranche                                       | Avers                                                           | Revers                                        | Millésimes                                    |
| --------------------------------------------- | --------------------------------------------- | --------------------------------------------- | --------------------------------------------- | --------------------------------------------- | --------------------------------------------- | --------------------------------------------------------------- | --------------------------------------------- | --------------------------------------------- |
|                                               | 1 eyrir                                       | 15,0 mm                                       | 1,60 g                                        | 95,5 % Cu, 3 % Sn, 1,5 % Zn                   | lisse                                         | les armes de la république entourées de laurier et le millésime | la valeur faciale 1 EYRIR, la mention ISLAND  | 1946-1958                                     |
|                                               | 1 eyrir                                       | 15,0 mm                                       | 1,60 g                                        | 97 % Cu, 2,5 % Zn, 0,5 % Sn                   | lisse                                         | les armes de la république entourées de laurier et le millésime | la valeur faciale 1 EYRIR, la mention ISLAND  | 1959-1966                                     |
|                                               | 5 aurar                                       | 24,00 mm                                      | 6,00 g                                        | 95,5 % Cu, 3 % Sn, 1,5 % Zn                   | lisse                                         | les armes de la république entourées de laurier et le millésime | la valeur faciale 5 AURAR, la mention ISLAND  | 1946-1958                                     |
|                                               | 5 aurar                                       | 24,00 mm                                      | 6,00 g                                        | 97 % Cu, 2,5 % Zn, 0,5 % Sn                   | lisse                                         | les armes de la république entourées de laurier et le millésime | la valeur faciale 5 AURAR, la mention ISLAND  | 1959-1966                                     |
|                                               | 10 aurar                                      | 15,0 mm                                       | 1,50 g                                        | 75 % Cu, 25 % Ni                              | cannelée                                      | les armes de la république entourées de laurier et le millésime | la valeur faciale 10 AURAR, la mention ISLAND | 1946-1967                                     |
|                                               | 25 aurar                                      | 17,00 mm                                      | 2,40 g                                        | 75 % Cu, 25 % Ni                              | cannelée                                      | les armes de la république entourées de laurier et le millésime | la valeur faciale 25 AURAR, la mention ISLAND | 1946-1967                                     |
|                                               | 1 couronne                                    | 22,5 mm                                       | 4,75 g                                        | 92 % Cu, 6 % Al, 2 % Ni                       | cannelée                                      | les armes de la république entourées de laurier et le millésime | la valeur faciale 1 KRONA, la mention ISLAND  | 1946                                          |
|                                               | 1 couronne                                    | 22,5 mm                                       | 4,75 g                                        | 79 % Cu, 20 % Zn, 1 % Ni                      | cannelée                                      | les armes de la république entourées de laurier et le millésime | la valeur faciale 1 KRONA, la mention ISLAND  | 1957-1966                                     |
|                                               | 2 couronnes                                   | 28 mm                                         | 9,50 g                                        | 92 % Cu, 6 % Al, 2 % Ni                       | cannelée                                      | les armes de la république entourées de laurier et le millésime | la valeur faciale 2 KRONUR, la mention ISLAND | 1946                                          |
|                                               | 2 couronnes                                   | 28 mm                                         | 9,50 g                                        | 79 % Cu, 20 % Zn, 1 % Ni                      | cannelée                                      | les armes de la république entourées de laurier et le millésime | la valeur faciale 2 KRONUR, la mention ISLAND | 1958-1966                                     |

### Deuxième série (1969-1980) de la République
En 1968, la Banque Centrale d'Islande (Seðlabanki Íslands) a repris la responsabilité de l'édition de la monnaie nationale. 
- Du point de vue technique, la frappe des pièces continue à être sous-traitée
  - principalement à la Royal Mint de Londres.
  - les pièces de 1 couronne 1971 et 1973 sont frappées à la Royal Mint d'Ottawa
- Du point de vue monétaire, la monnaie islandaise accuse une forte perte de valeur :
  - Remplacement des alliages par des alliages moins nobles
  - Diminution du diamètre de certaines pièces
  - Les pièces de 1 eyre et de 5 aurar disparaissent de la circulation
  - La pièce de 25 aurar est remplacée par une pièce de 50 aurar
  - La pièce de 2 couronnes est remplacée par une pièce de 5 couronnes
  - Des pièces de 10 couronnes et de 50 couronnes apparaissent

| Deuxième série de la république (1969-1980) | Deuxième série de la république (1969-1980) | Deuxième série de la république (1969-1980) | Deuxième série de la république (1969-1980) | Deuxième série de la république (1969-1980) | Deuxième série de la république (1969-1980) | Deuxième série de la république (1969-1980)                     | Deuxième série de la république (1969-1980)    | Deuxième série de la république (1969-1980) |
| Image                                       | Valeur                                      | Paramètres techniques                       | Paramètres techniques                       | Paramètres techniques                       | Description                                 | Description                                                     | Description                                    | Millésimes                                  |
| Image                                       | Valeur                                      | Diamètre                                    | Poids                                       | Composition                                 | Tranche                                     | Avers                                                           | Revers                                         | Millésimes                                  |
| ------------------------------------------- | ------------------------------------------- | ------------------------------------------- | ------------------------------------------- | ------------------------------------------- | ------------------------------------------- | --------------------------------------------------------------- | ---------------------------------------------- | ------------------------------------------- |
|                                             | 10 aurar                                    | 15,0 mm                                     | 1,50 g                                      | 75 % Cu, 25 % Ni                            |                                             | les armes de la république entourées de laurier et le millésime | la valeur faciale 10 AURAR, la mention ISLAND  | 1969                                        |
|                                             | 10 aurar                                    | 15,0 mm                                     | 1,50 g                                      | 100 % Al                                    |                                             | les armes de la république entourées de laurier et le millésime | la valeur faciale 10 AURAR, la mention ISLAND  | 1970-1974                                   |
|                                             | 50 aurar                                    | 19,00 mm                                    | 2,4 g                                       | 79 % Cu, 20 % Sn, 1 % Ni                    |                                             | les armes de la république entourées de laurier et le millésime | la valeur faciale 50 AURAR, la mention ISLAND  | 1969-1974                                   |
|                                             | 1 couronne                                  | 22,5 mm                                     | 4,75 g                                      | 79 % Cu, 20 % Sn, 1 % Ni                    |                                             | les armes de la république entourées de laurier et le millésime | la valeur faciale 1 KRONA, la mention ISLAND   | 1969-1975                                   |
|                                             | 1 couronne                                  | 17,0 mm                                     | 0,61 g                                      | 100 % Al                                    | cannelée                                    | les armes de la république entourées de laurier et le millésime | la valeur faciale 1 KRONA, la mention ISLAND   | 1976-1980                                   |
|                                             | 5 couronnes                                 | 20,75 mm                                    | 4,00 g                                      | 75 % Cu, 25 % Ni                            |                                             | les armes de la république entourées de laurier et le millésime | la valeur faciale 5 KRONUR, la mention ISLAND  | 1969-1980                                   |
|                                             | 10 couronnes                                | 25,0 mm                                     | 6,50 g                                      | 75 % Cu, 25 % Ni                            |                                             | les armes de la république entourées de laurier et le millésime | la valeur faciale 10 KRONUR, la mention ISLAND | 1967-1980                                   |
|                                             | 50 couronnes                                | 30,0 mm                                     | 12,50 g                                     | 75 % Cu, 25 % Ni                            |                                             | le parlement finlandais avec le millésime                       | la valeur faciale 50 KRONUR, la mention ISLAND | 1970-1980                                   |

### Troisième série (1981-1990) de la République
Après quelques années d'inflation, une réforme monétaire fut mise en place et le 1er janvier 1981 de nouvelles pièces étaient mises en service, avec une valeur de 1 nouvelle couronne pour 100 anciennes couronnes.
- Des pièces de 5, 10 et 50 aurar étaient mises en circulation en 1981.
- Les motifs des pièces sont stylisés et son l'œuvre de l'artiste islandais Þröstur Magnússon
- Les motifs font appel à la mythologie islandaise : les quatre esprits gardiens (l'aigle, le taureau, le dragon et le géant)

| Troisième série de la république (1981-1990) | Troisième série de la république (1981-1990) | Troisième série de la république (1981-1990) | Troisième série de la république (1981-1990) | Troisième série de la république (1981-1990) | Troisième série de la république (1981-1990) | Troisième série de la république (1981-1990)                                                        | Troisième série de la république (1981-1990)                                | Troisième série de la république (1981-1990) |
| Image                                        | Valeur                                       | Paramètres techniques                        | Paramètres techniques                        | Paramètres techniques                        | Description                                  | Description                                                                                         | Description                                                                 | Millésimes                                   |
| Image                                        | Valeur                                       | Diamètre                                     | Poids                                        | Composition                                  | Tranche                                      | Avers                                                                                               | Revers                                                                      | Millésimes                                   |
| -------------------------------------------- | -------------------------------------------- | -------------------------------------------- | -------------------------------------------- | -------------------------------------------- | -------------------------------------------- | --------------------------------------------------------------------------------------------------- | --------------------------------------------------------------------------- | -------------------------------------------- |
|                                              | 5 aurar                                      | 15,0 mm                                      | 1,50 g                                       | 97 % Cu, 2,5 % Zn, 0,5 % Sn                  | pleine                                       | une tête d'aigle, un des quatre esprits gardiens et la mention FIMAI AURAR et ISLAND 1981           | la valeur faciale 5 dans une raie vue du dessus                             | 1981                                         |
|                                              | 10 aurar                                     | 17,0 mm                                      | 2,00 g                                       | 97 % Cu, 2,5 % Zn, 0,5 % Sn                  | pleine                                       | une tête de taureau, un des quatre esprits gardiens et la mention TIU AURAR et ISLAND 1981          | la valeur faciale 10 et une seiche, tentacules vers la droite               | 1981                                         |
|                                              | 50 aurar                                     | 19,50 mm                                     | 3,00 g                                       | 97 % Cu, 2,5 % Zn, 0,5 % Sn                  | pleine                                       | une tête de dragon, un des quatre esprits gardiens et la mention FIMMTIU AURAR et ISLAND 1981       | la valeur faciale 50 sous une crevette (Pandaleus borealis)                 | 1981                                         |
|                                              | 1 couronne                                   | 21,5 mm                                      | 4,50 g                                       | 75 % Cu, 25 % Ni                             | crénelée                                     | une tête de géant, un des quatre esprits gardiens et les mentions EIN KRONA, ISLAND et le millésime | la valeur faciale 1 KR au-dessus d'une morue de l'Atlantique (Gadus morhua) | 1981-1987                                    |
|                                              | 5 couronnes                                  | 24,5 mm                                      | 6,50 g                                       | 75 % Cu, 25 % Ni                             | crénelée                                     | les quatre esprits gardiens et les mentions FIMM KRONUR, ISLAND et le millésime                     | la valeur faciale 5 KR sous deux dauphins (Delphinus delphis)               | 1981-1992                                    |
|                                              | 10 couronnes                                 | 27,5 mm                                      | 8,00 g                                       | 75 % Cu, 25 % Ni                             | crénelée                                     | les quatre esprits gardiens et les mentions TIU KRONUR, ISLAND et le millésime                      | la valeur faciale 10 KR, au-dessus de quatre capelans (Mallotus villosus)   | 1984-1994                                    |

### Quatrième série (1991- ) de la République
Cette quatrième série voit :
- la disparition des petites pièces de la série précédente
  - la pièce de 5 aurar est retirée de la circulation en 1985
  - les pièces de 10 aurar et de 50 aurar sont retirées de la circulation en 1990
- la modification des alliages des pièces courantes
- l'apparition de nouvelles pièces de 50 couronnes et de 100 couronnes
- Les motifs des pièces restent identiques à la série précédente et sont l'œuvre de l'artiste islandais Þröstur Magnússon
- Les pièces continuent à être frappées par la Royal Mint à Londres sous la responsabilité de la Banque centrale d'Islande (Seðlabanki Íslands)

| Quatrième série de la république (1991-) | Quatrième série de la république (1991-) | Quatrième série de la république (1991-) | Quatrième série de la république (1991-) | Quatrième série de la république (1991-) | Quatrième série de la république (1991-)                                                            | Quatrième série de la république (1991-)                                    | Quatrième série de la république (1991-) |
| Valeur                                   | Paramètres techniques                    | Paramètres techniques                    | Paramètres techniques                    | Description                              | Description                                                                                         | Description                                                                 | Millésimes                               |
| Valeur                                   | Diamètre                                 | Poids                                    | Composition                              | Tranche                                  | Avers                                                                                               | Revers                                                                      | Millésimes                               |
| ---------------------------------------- | ---------------------------------------- | ---------------------------------------- | ---------------------------------------- | ---------------------------------------- | --------------------------------------------------------------------------------------------------- | --------------------------------------------------------------------------- | ---------------------------------------- |
| 1 couronne                               | 21,5 mm                                  | 4,50 g                                   | Acier plaqué nickel                      | crénelée                                 | une tête de géant, un des quatre esprits gardiens et les mentions EIN KRONA, ISLAND et le millésime | la valeur faciale 1 KR au-dessus d'une morue de l'Atlantique (Gadus morhua) | 1989-                                    |
| 5 couronnes                              | 24,5 mm                                  | 5,60 g                                   | Acier plaqué nickel                      | crénelée                                 | les quatre esprits gardiens et les mentions FIMM KRONUR, ISLAND et le millésime                     | la valeur faciale 5 KR sous deux dauphins (Delphinus delphis)               | 1996-                                    |
| 10 couronnes                             | 27,5 mm                                  | 6,90 g                                   | Acier plaqué nickel                      | crénelée                                 | les quatre esprits gardiens et les mentions TIU KRONUR, ISLAND et le millésime                      | la valeur faciale 10 KR, au-dessus de quatre capelans (Mallotus villosus')  | 1996-                                    |
| 50 couronnes                             | 23,0 mm                                  | 8,25 g                                   | 75 % Cu, 24,5 % Zn, 5,5 % Ni             | alternée                                 | les quatre esprits gardiens et les mentions FIMMTIU KRONUR, ISLAND et le millésime                  | la valeur faciale 50 KR sous un crabe enragé (Carcinus maenas)              | 1987-                                    |
| 100 couronnes                            | 22,5 mm                                  | 8,50 g                                   | 75 % Cu, 24,5 % Zn, 5,5 % Ni             | alternée                                 | les quatre esprits gardiens et les mentions EITT HUNDRAD KRONUR, ISLAND et le millésime             | la valeur faciale 100 KR sous un Cyclopterus lumpus                         | 1995-                                    |